# A BFC Siófok 2009–2010-es szezonja
A BFC Siófok 2009–2010-es szezonja szócikk a BFC Siófok első számú férfi labdarúgócsapatának egy szezonjáról szól. A csapat most csúszott vissza a NB II-be. A klub fennállásának ekkor volt a 88. évfordulója.

## A szezon előtt
Miután a Siófok búcsúzott az első osztálytól az NB II. Nyugati csoportjában kellett helytállnia. Több változás is történt a csapat háza táján. Távozott a kispadról Aczél Zoltán, aki ezután a Diósgyőr kispadján foglalt helyet. Jelentős változások történtek a játékoskeretet illetően is.

## Játékosmozgás

### Érkezők
Minden bizonnyal a legnagyobb névnek  Sowunmi Thomas tekinthető. A legutóbb Vasasnál játszó 10x-es válogatott játékos komoly erősítésnek számított, s bár úgy tűnt, hogy télen külföldre igazol, azonban mégis Siófokon játszotta le a tavaszi szezont.
További érkezők
- csatlakozott a kerethez a már Siófokon játszó - brazil - Roni öccse, Riberio Da Silva Vasconcelos Thiago.
- Délczeg Gergely a Zalaegerszeg második csapatától érkezett.
- Fehér Zsolt Tatabányát hagyta ott a BFC Siófok kedvéért.
- Graszl Károly a Kaposvári Rákóczitól szerződött a Balaton partra.
- Ludánszki István a megszűnt Integrál DAC csapatától érkezett.
- Ribi Roland a nagy rivális Gyirmót együttes sárga-kék mezét cserélte el siófokira.

### Távozók
Távozott a csapat egyik meghatározó játékosa Magasföldi József, akit a Zalaegerszeg szerződtetett.
További távozók
- Milinte Árpád (kapus) a Kaposvárhoz távozott
- Ivancsics Gellért és Takács Marcell követte Aczélt Diósgyőrbe.
- Hegedűs Gyula a másodosztályú Szolnok csapatához kötelezte el magát.
- Andruskó Attila visszatért a szintén NB II-es Kaposvölgyéhez.
- Koós Gábor visszatért a Budapest Honvédhoz, míg Tusori Richárd egy alacsonyabb osztályban szereplő német gárdába igazolt.

## Bajnokság (NB II)
A bajnokságban 15 csapat vett részt, ezért minden fordulóban akadt egy csapat, aki szabadnapos volt. A BFC Siófok a 2. és a 17. fordulóban volt szabadnapos.
| Színmagyarázat | Színmagyarázat |
| -------------- | -------------- |
|                | Győzelem.      |
|                | Döntetlen.     |
|                | Vereség.       |

### Őszi fordulók
| 1. forduló 2009. augusztus 8. 17:30 |

| BFC Siófok                                       | 1 – 1               | Videoton - Puskás Akadémia |
| ------------------------------------------------ | ------------------- | -------------------------- |
| Kanta 76' Mogyorósi 44' Sowunmi 88' László 90+1' | (0 – 0) Jegyzőkönyv | Máté 51' Bencze 75'        |

| Révész Géza utcai stadion, Siófok Nézőszám: 300 Játékvezető: Pintér Csaba (magyar) Asszisztensek: Takács Gábor Kis Zoltán |

| 3. forduló 2009. augusztus 22. 19:00 |

| Pécsi MFC                                                    | 2 – 1               | BFC Siófok            |
| ------------------------------------------------------------ | ------------------- | --------------------- |
| Nagy 45' Horváth Zs. 55' Racskó 34' Fónai 76' Horváth A. 89' | (1 – 0) Jegyzőkönyv | Sowunmi 69' Fehér 77′ |

| PMFC Stadion, Pécs Nézőszám: 1 500 Játékvezető: Szabó Zsolt (magyar) Asszisztensek: Vámos Tibor Kis Zoltán |

| 4. forduló 2009. augusztus 29. 17:30 |

| BFC Siófok                      | 1 – 2               | Gyirmót SE                                    |
| ------------------------------- | ------------------- | --------------------------------------------- |
| Nagy 83' Szalma 33' Délczeg 90' | (0 – 1) Jegyzőkönyv | Polyák 33' Kiss 71' 71' Horváth 68' Boros 85' |

| Révész Géza utcai stadion, Siófok Nézőszám: 250 Játékvezető: Szilasi Szabolcs (magyar) Asszisztensek: Gyürüsi Gábor Mohos Milán |

| 5. forduló 2009. szeptember 6. 17:30 |

| Budapest Honvéd II    | 0 – 2               | BFC Siófok                                                      |
| --------------------- | ------------------- | --------------------------------------------------------------- |
| Cséke 23' Fazakas 67' | (0 – 0) Jegyzőkönyv | Kanta Sowunmi 47' Délczeg 68' Graszl 38' Roni 49' Mogyorósi 75' |

| Bozsik József Stadion, Budapest Nézőszám: 200 Játékvezető: Böcskei Balázs (magyar) Asszisztensek: Szalai Zoltán Péter Tamás |

| 6. forduló 2009. szeptember 12. 16:30 |

| BFC Siófok                       | 1 – 0               | Budaörsi SC |
| -------------------------------- | ------------------- | ----------- |
| Sowunmi 76' László 28' Kanta 90' | (0 – 0) Jegyzőkönyv |             |

| Révész Géza utcai stadion, Siófok Nézőszám: 300 Játékvezető: Bognár Tamás (magyar) Asszisztensek: Huszár Balázs Török Katalin |

| 7. forduló 2009. szeptember 19. 16:00 |

| FC Ajka                                         | 0 – 2               | BFC Siófok                       |
| ----------------------------------------------- | ------------------- | -------------------------------- |
| Manganelli 22' Horváth 46' Pákai 49' Kovács 73' | (0 – 1) Jegyzőkönyv | Kanta 12' Sowunmi 82' Graszl 25' |

| Ajka Nézőszám: 400 Játékvezető: Király Gergő (magyar) Asszisztensek: Kispál Róbert Szalai Dániel |

| 8. forduló 2009. szeptember 26. 16:00 |

| BFC Siófok                   | 3 – 1               | FC Tatabánya                   |
| ---------------------------- | ------------------- | ------------------------------ |
| Roni 58' 80' 65' Kanta 90+3' | (0 – 1) Jegyzőkönyv | Farkas 42' Kollár 37' Vass 73' |

| Révész Géza utcai stadion, Siófok Nézőszám: 400 Játékvezető: Solymosi Péter (magyar) Asszisztensek: Takács Gábor Király Krisztián |

| 9. forduló 2009. október 3. 15:00 |

| Hévíz FC                         | 1 – 2               | BFC Siófok                                        |
| -------------------------------- | ------------------- | ------------------------------------------------- |
| Kerek 90+1' Buza 23' Horváth 52' | (0 – 1) Jegyzőkönyv | Mogyorósi 34' 72' Délczeg 90+2' Roni 30' Ribi 90' |

| Hévíz Nézőszám: 200 Játékvezető: Böcskei Balázs (magyar) Asszisztensek: Péter Tamás Hofbauer Roland |

| 10. forduló 2009. október 11. 15:00 |

| BFC Siófok | 0 – 2               | Kozármisleny SE            |
| ---------- | ------------------- | -------------------------- |
| Szalma 78′ | (0 – 0) Jegyzőkönyv | Finta 61' 51' Tóth 80' 39' |

| Révész Géza utcai stadion, Siófok Nézőszám: 300 Játékvezető: Erdős József (magyar) Asszisztensek: Márton Zsolt Kovács Gábor |

| 11. forduló 2009. október 18. 14:30 |

| Zalaegerszegi TE II                  | 0 – 3               | BFC Siófok                           |
| ------------------------------------ | ------------------- | ------------------------------------ |
| Todorović 25' Bozsoki 52' Kovács 65' | (0 – 0) Jegyzőkönyv | Délczeg 54' 70' Kanta 87' Márton 33' |

| ZTE Aréna, Zalaegerszeg Nézőszám: 200 Játékvezető: Oláh Gábor (magyar) Asszisztensek: Farkas Balázs Kovács Zoltán |

| 12. forduló 2009. október 24. 14:30 |

| BFC Siófok                                                                       | 2 – 0               | Győri ETO FC II                    |
| -------------------------------------------------------------------------------- | ------------------- | ---------------------------------- |
| Roni 77' 90+1' Kanta 90+2' Nagy 16' Márton 61' Mogyorósi 65' Graszl 68' Ribi 78' | (0 – 0) Jegyzőkönyv | Csermelyi 68' Nyári 77' Dorogi 80′ |

| Révész Géza utcai stadion, Siófok Nézőszám: 300 Játékvezető: Pintér Csaba (magyar) Asszisztensek: Huszár Balázs Király Zsolt |

| 13. forduló 2009. október 31. 13:30 |

| Szigetszentmiklósi TK | 0 – 1               | BFC Siófok                |
| --------------------- | ------------------- | ------------------------- |
|                       | (0 – 0) Jegyzőkönyv | Délczeg 87' Mogyorósi 35' |

| Szigetszentmiklós Nézőszám: 200 Játékvezető: Szilasi Szabolcs (magyar) Asszisztensek: Gyürüsi Gábor Mohos Milán |

| 14. forduló 2009. november 7. 13:30 |

| BFC Siófok                                             | 2 – 1               | Kaposvölgye  |
| ------------------------------------------------------ | ------------------- | ------------ |
| Délczeg 8' 49' Kanta 6' Roni 34' Márton 51' Graszl 63' | (1 – 0) Jegyzőkönyv | Godslove 47' |

| Révész Géza utcai stadion, Siófok Nézőszám: 200 Játékvezető: Király Krisztián (magyar) Asszisztensek: Iványi István (játékvezető) Király Zsolt |

| 15. forduló 2009. november 15. 13:30 |

| Barcsi SC                           | 2 – 0               | BFC Siófok                                            |
| ----------------------------------- | ------------------- | ----------------------------------------------------- |
| Wojtzak 33' Horváth P. 38' Kiss 59' | (2 – 0) Jegyzőkönyv | Thiago 14' László 38′ Nagy 53' Ribi 65' Mogyorósi 77′ |

| Barcs Nézőszám: 300 Játékvezető: Szőts Gergely (magyar) Asszisztensek: Ring György Márton Zsolt |

### Tavaszi fordulók
| 16. forduló 2010. március 6. 14:30 |

| Videoton - Puskás Akadémia | 0 – 1               | BFC Siófok                      |
| -------------------------- | ------------------- | ------------------------------- |
| Szolnoki 52' Olasz 60'     | (0 – 1) Jegyzőkönyv | Délczeg 10' Thiago 29' Roni 29' |

| Felcsút Nézőszám: 200 Játékvezető: Sulyok Gergely (magyar) Asszisztensek: Péter Tamás Makkosné Petz Brigitta |

| 18. forduló 2010. március 20. 15:00 |

| BFC Siófok                                                  | 2 – 1               | Pécsi MFC                                   |
| ----------------------------------------------------------- | ------------------- | ------------------------------------------- |
| Sowunmi 43' Délczeg 64' Márton 23' Graszl 39' Ludánszki 67' | (1 – 0) Jegyzőkönyv | Gyánó 61' Wittrédi 58′ Szamosi 74' Sütő 86' |

| Révész Géza utcai stadion, Siófok Nézőszám: 600 Játékvezető: Fábián Mihály (magyar) Asszisztensek: Varga Zsolt (játékvezető) Márkus Tamás |

| 19. forduló 2010. március 26. 16:30 |

| Gyirmót SE                     | 1 – 1               | BFC Siófok                                |
| ------------------------------ | ------------------- | ----------------------------------------- |
| Varga 90+2' Horváth 28' Kozmér | (0 – 0) Jegyzőkönyv | Varga 90+1' (öngól) László 68' Sallér 85' |

| Győr Nézőszám: 500 Játékvezető: Bede Ferenc (magyar) Asszisztensek: Gyürüsi Gábor Mohos Milán |

| 20. forduló 2010. április 3. 16:30 |

| BFC Siófok                                 | 3 – 0               | Budapest Honvéd II   |
| ------------------------------------------ | ------------------- | -------------------- |
| Délczeg 12' 52' 87' Kanta 74' Márton 90+1' | (1 – 0) Jegyzőkönyv | Freud 33' Baráth 87' |

| Révész Géza utcai stadion, Siófok Nézőszám: 350 Játékvezető: Kiss Norbert (magyar) Asszisztensek: Kulman Tamás Nagy Tímea |

| 21. forduló 2010. április 10. 16:30 |

| Budaörsi SC | 0 – 3               | BFC Siófok                                       |
| ----------- | ------------------- | ------------------------------------------------ |
| Pleván 39'  | (0 – 1) Jegyzőkönyv | Délczeg 37' Ludánszki 66' Kanta 77' 24' Ribi 11' |

| Budaörs Nézőszám: 300 Játékvezető: Berger József (magyar) Asszisztensek: Forgács Attila Sebestyén László |

| 22. forduló 2010. április 17. 17:00 |

| BFC Siófok        | 2 – 1               | FC Ajka                        |
| ----------------- | ------------------- | ------------------------------ |
| Roni 47' Tóth 70' | (0 – 1) Jegyzőkönyv | Császár 45' Pákai 26' Páli 62′ |

| Révész Géza utcai stadion, Siófok Nézőszám: 500 Játékvezető: Oláh Gábor (magyar) Asszisztensek: Király Krisztián Huszár Balázs |

| 23. forduló 2010. április 24. 17:00 |

| FC Tatabánya                                  | 1 – 3               | BFC Siófok                                                             |
| --------------------------------------------- | ------------------- | ---------------------------------------------------------------------- |
| Folmer 7' Forgács 36' Dombai 74′ Kovács 90+1' | (1 – 2) Jegyzőkönyv | Délczeg 34' 13' Fehér 45' Roni 85' Graszl 8' Mogyorósi 73' Sowunmi 83' |

| Grosics Gyula Stadion, Tatabánya Nézőszám: 500 Játékvezető: Iványi Zoltán (magyar) Asszisztensek: Kepe Arnold Kulman Tamás |

| 24. forduló 2010. május 1. 17:30 |

| BFC Siófok                                | 3 – 1               | Hévíz FC                                          |
| ----------------------------------------- | ------------------- | ------------------------------------------------- |
| Thiago 37' Sowunmi 42' Roni 86' Fehér 66' | (2 – 0) Jegyzőkönyv | Pomper 88' Gellér 68' Marosvölgyi 72' Horváth 75' |

| Révész Géza utcai stadion, Siófok Nézőszám: 300 Játékvezető: Solymosi Péter (magyar) Asszisztensek: Lémon Oszkár Mohos Milán |

| 25. forduló 2010. május 8. 17:30 |

| Kozármisleny SE                                | 1 – 1               | BFC Siófok                                   |
| ---------------------------------------------- | ------------------- | -------------------------------------------- |
| Lauer 47' Dienes 14' Hergenrőder 38' Finta 90' | (0 – 1) Jegyzőkönyv | Sowunmi 34' László 28' Graszl 42' Köntös 55' |

| Kozármisleny Nézőszám: 500 Játékvezető: Iványi Zoltán (magyar) Asszisztensek: Albert István L. Tóth Lajos |

| 26. forduló 2010. május 15. 17:30 |

| BFC Siófok                                 | 3 – 0               | Zalaegerszegi TE II                 |
| ------------------------------------------ | ------------------- | ----------------------------------- |
| Sowunmi 4' László 52' Fehér 56' Graszl 83' | (1 – 0) Jegyzőkönyv | Turcsik 27' Panikvar 56' Kocsis 70' |

| Révész Géza utcai stadion, Siófok Nézőszám: 100 Játékvezető: Erdős József (magyar) Asszisztensek: Vígh Tibor Agócs János |

| 27. forduló 2010. május 22. 18:00 |

| Győri ETO II                   | 0 – 1               | BFC Siófok |
| ------------------------------ | ------------------- | ---------- |
| Dudás 18' Nagy 53' Nyitrai 79' | (0 – 0) Jegyzőkönyv | László 80' |

| ETO Park, Győr Nézőszám: 300 Játékvezető: Oláh Gábor (magyar) Asszisztensek: Márton Zsolt Tóth István |

| 28. forduló 2010. május 30. 18:00 |

| BFC Siófok             | 1 – 2               | Szigetszentmiklósi TK                       |
| ---------------------- | ------------------- | ------------------------------------------- |
| Tóth 31' Mogyorósi 90' | (1 – 1) Jegyzőkönyv | Schrancz 13' Tóth 82' Csurka 63' Pintér 70' |

| Révész Géza utcai stadion, Siófok Nézőszám: 500 Játékvezető: Solymosi Péter (magyar) Asszisztensek: Takács Gábor Gyürüsi Gábor |

| 29. forduló 2010. június 6. 18:00 |

| Kaposvölgye VSC        | 0 – 1               | BFC Siófok                |
| ---------------------- | ------------------- | ------------------------- |
| Vaskó 14' Petrazzi 41' | (0 – 0) Jegyzőkönyv | Sowunmi 77' Ludánszki 84' |

| Nagyberki Nézőszám: 500 Játékvezető: Oláh Gábor (magyar) Asszisztensek: Kispál Róbert Ring György |

| 30. forduló 2010. június 12. 18:00 |

| BFC Siófok                    | 3 – 0               | Barcsi SC |
| ----------------------------- | ------------------- | --------- |
| Sowunmi 15' 35' Fehér 49' 51' | (2 – 0) Jegyzőkönyv | Matus 64′ |

| Révész Géza utcai stadion, Siófok Nézőszám: 2 500 Játékvezető: Vad II. István (magyar) Asszisztensek: Forgács Attila Sebestyén László |

### A bajnokság végeredménye
| #   | Csapat                  | M  | GY | D  | V  | G+ – G– | GK  | P  | Megjegyzések |
| --- | ----------------------- | -- | -- | -- | -- | ------- | --- | -- | ------------ |
| 1.  | BFC Siófok (B)          | 28 | 20 | 3  | 5  | 49–20   | +29 | 63 | NB I         |
| 2.  | Gyirmót SE              | 28 | 19 | 5  | 4  | 56–25   | +31 | 62 |              |
| 3.  | Pécsi Mecsek FC         | 28 | 16 | 7  | 5  | 56–25   | +31 | 55 |              |
| 4.  | FC Ajka                 | 28 | 14 | 5  | 9  | 47–45   | +2  | 47 |              |
| 5.  | FC Tatabánya            | 28 | 14 | 3  | 11 | 49–41   | +8  | 45 |              |
| 6.  | Kozármisleny SE         | 28 | 11 | 8  | 9  | 42–35   | +7  | 41 |              |
| 7.  | Győri ETO FC II         | 28 | 9  | 12 | 7  | 43–31   | +12 | 39 |              |
| 8.  | Szigetszentmiklósi TK   | 28 | 10 | 9  | 9  | 43–45   | −2  | 38 | [ 1 ]        |
| 9.  | Videoton FC II          | 28 | 10 | 6  | 12 | 41–43   | −2  | 36 |              |
| 10. | Budaörsi SC             | 28 | 9  | 6  | 13 | 38–47   | −9  | 33 |              |
| 11. | Kaposvölgye VSC         | 28 | 8  | 7  | 13 | 36–44   | −8  | 31 |              |
| 12. | Budapest Honvéd II      | 28 | 6  | 9  | 13 | 29–54   | −25 | 27 |              |
| 13. | Barcsi SC               | 28 | 6  | 5  | 17 | 25–45   | −20 | 23 |              |
| 14. | Hévíz FC (K)            | 28 | 5  | 5  | 18 | 23–55   | −32 | 20 | NB III       |
| 15. | Zalaegerszegi TE II (K) | 28 | 4  | 8  | 16 | 29–51   | −22 | 20 | NB III       |

Utolsó frissítés: 2010. május 30. 
Forrás: MLSZ adatbank 
A rangsorolás alapszabályai: 1. összpontszám, 2. győzelmek száma, 3. egymás elleni eredmények összpontszáma,  4. egymás elleni eredmények gólkülönbsége, 5. egymás elleni eredmények szerzett góljainak száma 6. gólkülönbség, 7. szerzett gólok száma.
(B): Bajnokcsapat, (K): Kieső csapat, (F): Feljutó csapat, (I): Kupainduló, (R): A rájátszás győztese, (KGY): Kupagyőztes

### Az eredmények összesítése
Az alábbi táblázatban összesítve szerepelnek a BFC Siófok 2009/10-es bajnokságban elért eredményei.
| Ősz/tavasz (forduló)    | Otthon | Otthon | Otthon | Otthon | Otthon | Otthon | Otthon | Idegenben | Idegenben | Idegenben | Idegenben | Idegenben | Idegenben | Idegenben |
| Ősz/tavasz (forduló)    | M      | GY     | D      | V      | LG–KG  | GK     | P      | M         | GY        | D         | V         | LG–KG     | GK        | P         |
| ----------------------- | ------ | ------ | ------ | ------ | ------ | ------ | ------ | --------- | --------- | --------- | --------- | --------- | --------- | --------- |
| Őszi szezon (1–15.)     | 7      | 4      | 1      | 2      | 10–7   | +3     | 13     | 7         | 5         | 0         | 2         | 11–5      | +6        | 15        |
| Tavaszi szezon (16–30.) | 7      | 6      | 0      | 1      | 17–5   | +12    | 18     | 7         | 5         | 2         | 0         | 11–3      | +8        | 17        |
| Összesen (1–30.)        | 14     | 10     | 1      | 3      | 27–12  | +15    | 31     | 14        | 10        | 2         | 2         | 22–8      | +14       | 32        |

### Helyezések fordulónként
| Forduló  | 1  | 2 | 3  | 4  | 5  | 6  | 7  | 8  | 9  | 10 | 11 | 12 | 13 | 14 | 15 | 16 | 17 | 18 | 19 | 20 | 21 | 22 | 23 | 24 | 25 | 26 | 27 | 28 | 29 | 30 |
| -------- | -- | - | -- | -- | -- | -- | -- | -- | -- | -- | -- | -- | -- | -- | -- | -- | -- | -- | -- | -- | -- | -- | -- | -- | -- | -- | -- | -- | -- | -- |
| Helyszín | O  |   | I  | O  | I  | O  | I  | O  | I  | O  | I  | O  | I  | O  | I  | I  |    | O  | I  | O  | I  | O  | I  | O  | I  | O  | I  | O  | I  | O  |
| Eredmény | D  |   | V  | V  | GY | GY | GY | GY | GY | V  | GY | GY | GY | GY | V  | GY |    | GY | D  | GY | GY | GY | GY | GY | D  | GY | GY | V  | GY | GY |
| Helyezés | 10 | 9 | 11 | 12 | 11 | 9  | 6  | 3  | 3  | 4  | 5  | 3  | 3  | 2  | 2  | 2  | 3  | 2  | 2  | 2  | 2  | 1  | 1  | 1  | 1  | 1  | 1  | 2  | 1  | 1  |

Helyszín: O = Otthon; I = Idegenben. Eredmény: GY = Győzelem; D = Döntetlen; V = Vereség.

## Magyar kupa
| 2. forduló 2009. augusztus 20. 16:30 |

| Teskánd SE                      | 0 – 2               | BFC Siófok                        |
| ------------------------------- | ------------------- | --------------------------------- |
| Nyári 53' Zsuppán 60' Szita 86' | (0 – 1) Jegyzőkönyv | Tóth 27' Roni 54' Sallér 25′, 36′ |

| Teskánd Játékvezető: Tuczai Miklós (magyar) |

| 3. forduló 2009. szeptember 16. 15:30 |

| Dunaújváros PASE                                   | 2 – 1               | BFC Siófok                                          |
| -------------------------------------------------- | ------------------- | --------------------------------------------------- |
| Balaskó 39' Sztanó 83' 73' Cséza 77' Kóczián 90+2' | (1 – 0) Jegyzőkönyv | Délczeg 53' 89' Ludánszki 57' Köntös 59' Balikó 82' |

| Dunaújváros Játékvezető: Szommer Attila (magyar) |